# Диоцез Юго-Западной Флориды
Диоцез Юго-Западной Флориды (англ. Diocese of Southwest Florida) — епархия в составе IV церковной провинции Епископальной церкви в США. Диоцез основан 16 октября 1969 года на территории штата Флорида. Включает 79 приходов. Численность регулярных прихожан составляет около 28 000 человек. В настоящее время епархией управляет епископ Дуглас Шаф. Главный храм епархии — Собор Святого Петра в Сент-Питерсберге.
В епархии с особым почтением относились к памяти дьякониссы и миссионерки у коренных народов США Гарриет Беделл, которая ныне отмечается ей во всей Епископальной церкви под 8 января, днём упокоения подвижницы.

## История
17 января 1838 года в церкви Святого Иоанна в Таллахасси прошло собрание, которое учредило новую епархию Флориды, состоявшую из семи приходов, разбросанных по всей территории штата. Собрание утвердило устав епархии, который был представлен Генеральному конвенту. 7 сентября 1838 года епархия Флориды была принята в состав национальной церкви. Генеральная конвенция 1892 года разделила диоцез Флорида и создала отдельный миссионерский округ Южной Флориды. Рост численности прихожан привёл к официальному присвоению округу статуса епархии в сентябре 1922 года.
Специальная Генеральная конвенция 1969 года в Детройте одобрила просьбу членов епархии и разделила диоцез Южной Флориды на три епархии. В декабре того же года в диоцезах Юго-Восточной, Юго-Западной и Центральной Флориды пошли собрания, на которых были избраны первые епископы новых епархий. Первым епископом Юго-Западной Флориды стал бывший епископ-суффраган Южной Флориды Уильям Лофтин Хагрейв, а епархиальную кафедру 18 ноября 1969 года разместили в соборе Святого Петра в Сент-Питерсберге.
В первой половине 1970-х годов диоцез установил тесные связи с Англиканской церковью в Панаме. Во второй половине 1970-х годов в епархии большое внимание уделялось миссии через сотрудничество с телеканалами, а также благополучию семей духовенства.
В 1980 году в диоцезе была основана Ассоциация жён духовенства, которую вскоре переименовали в Ассоциацию супругов духовенства, потому что в неё, кроме жён священников, стали принимать и мужей женщин-дьяконов. В 2018 году организация учредила Благотворительный фонд имени Мэри Эллен Смит, активного члена Ассоциации супругов духовенства и первой жены епископа Дэбни Тайлера Смита; фонд оказывает помощь семьям семинаристов как на территории епархии, так и за её пределами. 
В августе 2004 года епархия столкнулась с разрушительными последствиями урагана Чарли, который обрушился на юго-запад Флориды. Сразу после этого пострадавшие приходы посетил глава Епископальной церкви Фрэнк Трейси Грисволд.

## Территория
В настоящее время юрисдикция диоцеза распространяется на территорию от Марко-Айленда на юге до Бруксвилля на севере и вглубь штата Флорида до Плант-Сити, Аркадии и Лабель на востоке. Входя в состав Епископальной церкви в США, диоцез, одновременно, является составным членом всемирного англиканского сообщества.
Крупнейшие города епархии — Тампа, Сент-Питерсберг, Клируотер, Форт-Майерс, Сарасота и Брадентон. Диоцез включает западную половину округа Хендри, материковую часть округа Монро и округа Эрнандо, Паско, Пинеллас, Хиллсборо, Ламантин, Сарасота, Десото, Шарлотта, Ли и Коллиер.